# Bouvreau
Der Bouvreau ist ein kleiner Fluss in Frankreich, der im Département Vendée in der Region Pays de la Loire verläuft. Er entspringt beim Weiler L’Audrière, im westlichen Gemeindegebiet von Chauché, entwässert generell Richtung Nordnordost und mündet nach rund 17 Kilometern bei Saint-Georges-de-Montaigu, im Gemeindegebiet von Montaigu-Vendée, als linker Nebenfluss in die Petite Maine. In seinem Unterlauf quert der Bouvreau die Autobahn A83.

## Orte am Fluss
(Reihenfolge in Fließrichtung)
- L’Audrière, Gemeinde Chauché
- La Copechagnière
- La Brelaizière, Gemeinde Les Brouzils
- La Bretonnière, Gemeinde Les Brouzils
- La Bretonnière, Gemeinde Les Brouzils
- La Templerie, Gemeinde Montaigu-Vendée
- Saint-Georges-de-Montaigu, Gemeinde Montaigu-Vendée